# Pliocercus
Pliocercus är ett släkte av ormar. Pliocercus ingår i familjen snokar.
Arterna är med en längd av cirka 1,5 meter medelstora ormar. De förekommer i Amazonområdet i Sydamerika. Habitatet utgörs av regnskogar i låglandet. Dessa ormar jagar främst grodor. Honor lägger ägg.
Arter enligt Catalogue of Life:
- Pliocercus elapoides
- Pliocercus euryzonus
- Pliocercus wilmarai

The Reptile Database infogar Pliocercus wilmarai som synonym i Pliocercus elapoides.
Mattison (2015) listar släktet i underfamiljen Colubrinae men enligt The Reptile Database ingår släktet i underfamiljen Dipsadinae.